# Синтур
Синтур — озеро в Гаринском городском округе Свердловской области России.

## Географическое положение
Озеро расположено в 17 километрах к востоку-северо-востоку от деревни Кондратьева, к северу от Синтурского болота. Озеро площадью — 17,8 км², с уровнем воды — 70,1 метра.

## Топоним
Синтур с мансийского языка означает сердце-озеро.

## Описание
Озеро имеет поверхностный сток в реку Синтурка (левый приток река Лозьва). Берега местами заболочены и покрыты лесом. В озере имеется сапропель, вводится рыба и водоплавающая птица.